# Heino Kruus
Heino Kruus (Tallinn, 30 settembre 1926 – Tallinn, 24 giugno 2012) è stato un cestista e allenatore di pallacanestro sovietico.

## Carriera
Con l'Unione Sovietica ha disputato i Giochi olimpici di Helsinki 1952 e due edizioni dei Campionati europei (1951, 1953).